# 부레 (기관)

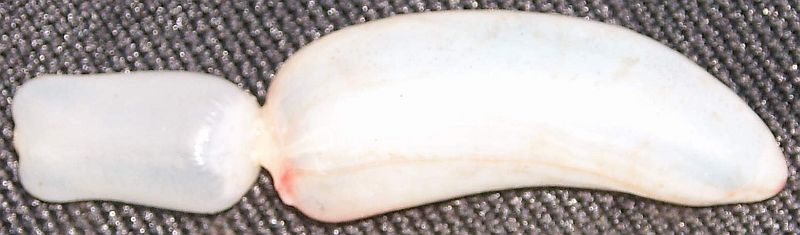
잉어과 물고기의 부레

부레는 경골어류의 몸속에 위치한 공기주머니로서 어류가 물속에서 상하로 이동하는 데 쓰이는 부력 기관이다. 그 메커니즘은 다음과 같다. 바다나 강에서 수압은 수심이 깊어짐에 따라 증가한다. 밀도는 수압에 비례하므로 수심이 깊어질수록 물의 밀도는 더 커진다. 만약 어떤 물체를 어떤 유체에 떨어뜨린다면 물체의 중력과 유체가 물체를 떠받치는 힘인 부력의 작용에 의해 물체가 가라앉기도 하고 뜨기도 한다. 그런데 부력은 유체의 밀도에 비례하므로, 어류는 깊은 물속에서 더 큰 부력을 받는다. 이러한 메커니즘에 의해 물속에서 아래로 내려가고자 하는 물고기는 부레 속의 공기를 빼내어 물고기의 비중을 크게 한다. 그러면 물고기의 무게(중력)가 증가하므로 깊은 곳의 부력을 상쇄시킬 수 있다. 물속에서 위로 올라가고자 하는 물고기 역시 같은 메커니즘에 의해 부레 속에 공기를 채워 비중을 작게 해서 부력이 약한 곳, 즉 상대적으로 얕은 곳으로 이동할 수 있다. 주머니 속의 가스는 산소와 질소, 이산화탄소의 혼합물인데 혼합비는 공기와 다르고 또 종류나 서식처에 따라 차이가 있다. 담수에 사는 어류의 경우에는 산소의 비율이 적으나 해수에 서식하는 어류는 깊은 곳에 살수록 더 높은 산소가 포함된 공기를 흡입, 방출한다.
이 외에도 부레는 평형감각, 청각에도 관련이 있으며 소리를 내는 기관으로 사용되기도 한다. 연골어류 중에서 상어는 부레를 가지지 않는 대신 몸의 25%를 차지하는 간을 가진다. 간은 지방질로 이루어져 물보다 비중이 작기 때문에 물속에서 가라앉지 않고 살 수 있다. 이 외에도 강한 힘을 낼 수 있는 지느러미를 움직여서 물속에서 위치를 조정할 수 있다.